# Carlo Galetti
Carlo Galetti (Corsico, 26 augustus 1882 - Milaan, 2 april 1949) was een Italiaans wielrenner. Hij won drie keer de Ronde van Italië, waarvan één keer als team met Atala.

## Belangrijkste overwinningen
1905
Campionato Brianzola
1906
Rome-Napels-Rome
Corsa Nazionale
1907
Eindklassement Ronde van Sicilië
1908
Corsa Vittorio-Emanuele III
Eindklassement Ronde van Sicilië
1910
3e etappe Ronde van Italië
8e etappe Ronde van Italië
Eindklassement Ronde van Italië
Tre Coppe Parabiago
1911
1e etappe Ronde van Italië
4e etappe Ronde van Italië
10e etappe Ronde van Italië
Eindklassement Ronde van Italië
1912
5e etappe Ronde van Italië
Eindklassement Ronde van Italië (Atala; met Eberardo Pavesi en Giovanni Micheletto)
1919
Italiaans kampioen Halve Fond (baan), Elite

## Resultaten in voornaamste wedstrijden
| Jaar | Ronde van Italië | Ronde van Frankrijk | Ronde van Spanje |
| ---- | ---------------- | ------------------- | ---------------- |
| 1905 |                  |                     |                  |
| 1906 |                  |                     |                  |
| 1907 |                  | opgave              |                  |
| 1908 |                  | opgave              |                  |
| 1909 | ↑                | opgave              |                  |
| 1910 | ↑ (2)            |                     |                  |
| 1911 | ↑ (3)            |                     |                  |
| 1912 | ↑ (1)            |                     |                  |
| 1913 |                  |                     |                  |
| 1914 |                  |                     |                  |
| 1915 |                  |                     |                  |
| 1918 |                  |                     |                  |
| 1919 |                  |                     |                  |
| 1920 |                  |                     |                  |
| 1921 |                  |                     |                  |

| Jaar | Milaan-San Remo | Parijs-Roubaix | Ronde van Lombardije |
| ---- | --------------- | -------------- | -------------------- |
| 1905 |                 |                | 4e                   |
| 1906 |                 |                | ↑                    |
| 1907 | 5e              |                |                      |
| 1908 |                 |                |                      |
| 1909 | 7e              |                | 6e                   |
| 1910 |                 |                | 5e                   |
| 1911 | 4e              |                | 7e                   |
| 1912 | 10e             |                |                      |
| 1913 |                 | 18e            | 8e                   |
| 1914 | ↑               |                | 18e                  |
| 1915 | 4e              |                |                      |
| 1918 |                 |                | ↑                    |
| 1919 | 5e              |                |                      |
| 1920 |                 |                | 10e                  |
| 1921 | 9e              |                |                      |